# André Richard (évêque)
Pour les articles homonymes, voir André Richard et Richard.
André Richard, CSC, né le 30 juin 1937 à Saint-Ignace au Nouveau-Brunswick, est un prélat canadien de l'Église catholique. Il a été évêque du diocèse de Bathurst et de l'archidiocèse de Moncton.

## Biographie
André Richard est né le 30 juin 1937 à Saint-Ignace au Nouveau-Brunswick. Il professa ses vœux pour devenir membre de la congrégation de Sainte-Croix le 15 août 1956 à l'âge de 19 ans. Il fut ordonné prêtre au sein de cette congrégation le 17 février 1963. Le 20 mai 1989, il devint évêque du diocèse de Bathurst. Il fut ordonné évêque le 9 août 1989. Le 16 mars 2002, il devint archevêque de l'archidiocèse de Moncton. Il prit sa retraite le 15 juin 2012.